# Car jaune
Car jaune est le réseau d'autocars interurbain actif sur l'île de La Réunion, département d'outre-mer français dans le Sud-Ouest de l'océan Indien. Les véhicules utilisés sur ses quatorze lignes sont de couleur jaune, d'où le nom commercial d'exploitation.

## Historique
En 1982, avec les lois de décentralisation, le Conseil Départemental de La Réunion devient organisateur du Transport interurbain. Son intervention est minimale. Ce sont principalement les acteurs privés et les transporteurs, qui assurent l’offre de transport en commun.
En 1988, le réseau Alizé est créé. Ce réseau préfigurera le réseau actuel Car Jaune qui sera créé début 1996.
En décembre 2014, le réseau subit une restructuration de ses lignes. La flotte de véhicules est renouvelée quant à elle en avril 2015 par 50 Iveco Crossway LE pour les lignes régulières et 10 Indcar Wing pour les lignes ZO et T et S6.
En 2017 ce sont 17 Iveco Crossway LE qui rejoignent le parc afin de remplacer les derniers véhicules d'avant la restructuration, ils seront accompagné d'un Setra S431DT pour renforcer la ligne E2.
En 2018 2 Iveco Crossway LE viennent compléter le parc.
En 2019 le choix est fait de remplacer les 10 Indcar Wing par 10 Isuzu Visigo disposant d'une plus grande capacité d'emport, 3 Setra S531DT viennent également renforcer les lignes E1, E2, O1 et O2.
En 2022 20 nouveaux bus Temsa et Mercedes Intouro viennent agrémenter le parc.
En 2025 72 nouveaux bus Iveco Crossway LE viennent compléter le parc pour renforcer les lignes et remplacer certain car qui sont aujourd'hui en fin de vie.

## Lignes avant le 11 décembre 2014

Schéma représentant la ligne A.

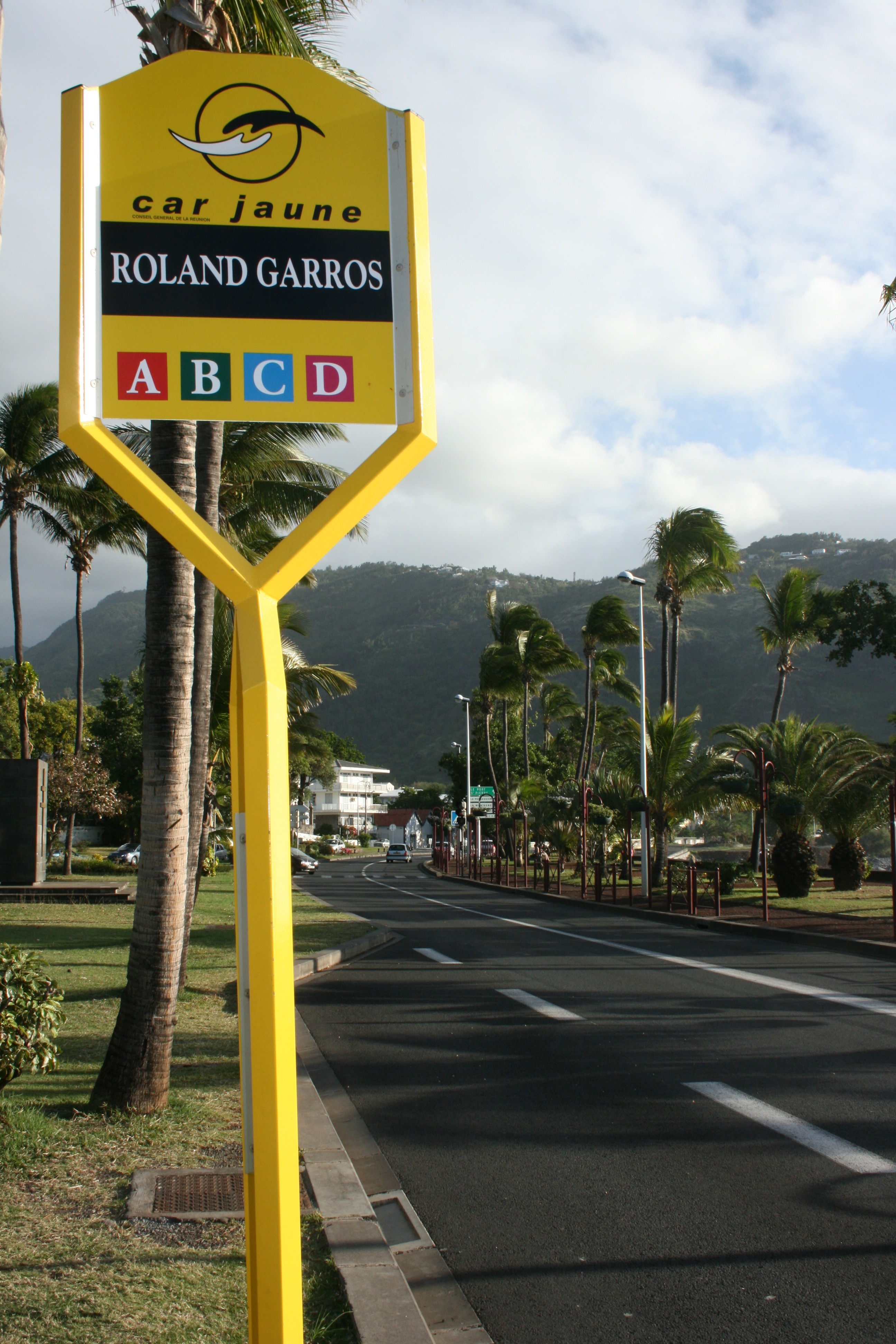
Un arrêt de bus du réseau Car jaune au Barachois de Saint-Denis.

Le réseau est constitué de seize lignes :
- La ligne A (Charles Express), est une ligne express qui relie Saint-Denis et Saint-Pierre en passant par la route du littoral, et par les villes Le Port, Saint-Paul et Saint-Leu[2].
- La ligne A1 effectue le même trajet que la ligne A mais ne dessert pas l'arrêt de la ville du Port "Le Port - Halte routière urbaine".
- La ligne A2 relie Saint-Denis et Saint-Leu en passant par Saint-Paul et par tout le long du littoral de la côte Ouest de l'île.
- La ligne B, qui est une ligne "par les Bas", relie Saint-Pierre et Saint-Denis en passant par le littoral sud-ouest de l'île (d'où la mention "par les Bas"), mais elle fonctionne uniquement les dimanches et les jours fériés.
- La ligne B1 est aussi une ligne "par les Bas" qui relie Saint-Leu et Saint-Pierre en passant par le littoral et par la ville de L'Étang-Salé les Bains.

(Il existe deux autres lignes effectuant le même trajet que les lignes B et B1, mais elles empruntent le réseau routier Car jaune « par les Hauts », passant par les villes de L'Étang-Salé les Hauts, Les Avirons et de Piton Saint-Leu, quartier de la commune de Saint-Leu.)
- La ligne C, qui est une ligne « par les Hauts », relie Saint-Pierre et Saint-Denis en passant par les hauts du Sud-Ouest de l'île (d’où la mention « par les Hauts ») qui relie Saint-Leu et Saint-Pierre en passant par la route qui mène à Piton Saint-Leu, quartier de la commune de Saint-Leu, Les Avirons et L'Étang-Salé les Hauts, elle fonctionne plus souvent les dimanches et jours fériés que la semaine.
- La ligne C1, est la même ligne que la C, mais relie uniquement Saint-Leu et Saint-Pierre « par les Hauts ».
- La ligne C2, est également la même ligne que la C, mais elle relie uniquement Saint-Denis et Saint-Paul.
- La ligne D, effectue le trajet Saint-Denis jusqu'à Saint-Paul en passant par La Possession.
- La ligne E, dessert de Saint-Pierre jusqu'à La Chaloupe Saint-Leu.
- La ligne F, est une ligne express qui relie Saint-Denis à Saint-Benoît en passant par la RN2 et passe dans les villes de Sainte-Marie, Sainte-Suzanne, Saint-André et Bras-Panon.
- La ligne G, relie Saint-Denis à Saint-Benoît.
- La ligne G1, est la même ligne que le G mais elle passe par la desserte l'université de la Réunion (Moufia).
- La ligne H, est une ligne « par les plaines » qui relie Saint-Benoît à Saint-Pierre en passant par la route des plaines (RN3) et par les villes de La Plaine-des-Palmistes et du Tampon. Mais le trajet complet de la ligne n'est assuré que trois fois par jour.
- La ligne H1, est la même ligne que le H mais son trajet est différent : elle relie Saint-Pierre à l'université du Tampon.
- La ligne I, qui est une ligne « par Saint-Philippe », relie Saint-Benoît à Saint-Pierre en passant par le Sud-Est (RN2), et par les villes de Sainte-Rose, Saint-Philippe, Saint-Joseph et Petite-Île.
- La ligne I1, est la même ligne que le I mais ne fait que Saint Pierre à Saint-Joseph en passant par l'IUT de St Pierre.
- La ligne I2, est une ligne qui rejoint Saint-Joseph et Le Tampon .
- Ligne L, est une ligne qui relie l'Entre-Deux jusqu'à Saint-Pierre en passant par Saint-Louis.
- La ligne Z'éclair Z1, est un minibus de 7 places rejoignant Saint-Denis à Saint-Pierre par la Route des Tamarins.
- La ligne Z'éclair Z2, est un minibus de 7 places reliant Saint-Denis à Saint-Benoît par Saint-André.

## Lignes du 11 décembre 2014 au 28 novembre 2022

### Lignes du Bassin Nord-Ouest
| Ligne | Caractéristiques | Caractéristiques                                                | Caractéristiques                                                | Caractéristiques                                                | Caractéristiques                                                   | Caractéristiques                                                | Caractéristiques                                                | Caractéristiques                                                | Caractéristiques                                                                                            |
| O1    | Saint-Pierre — Gare ⥋ Saint-Denis — Gare via Route des Tamarins | Saint-Pierre — Gare ⥋ Saint-Denis — Gare via Route des Tamarins | Saint-Pierre — Gare ⥋ Saint-Denis — Gare via Route des Tamarins | Saint-Pierre — Gare ⥋ Saint-Denis — Gare via Route des Tamarins | Saint-Pierre — Gare ⥋ Saint-Denis — Gare via Route des Tamarins    | Saint-Pierre — Gare ⥋ Saint-Denis — Gare via Route des Tamarins | Saint-Pierre — Gare ⥋ Saint-Denis — Gare via Route des Tamarins | Saint-Pierre — Gare ⥋ Saint-Denis — Gare via Route des Tamarins | Saint-Pierre — Gare ⥋ Saint-Denis — Gare via Route des Tamarins                                             |
| ----- | --- | --------------------------------------------------------------- | --------------------------------------------------------------- | --------------------------------------------------------------- | ------------------------------------------------------------------ | --------------------------------------------------------------- | --------------------------------------------------------------- | --------------------------------------------------------------- | --- |
| O1    | Ouverture / Fermeture — / — | Longueur —                                                      | Durée 90/100 min                                                | Nb. d’arrêts 13                                                 | Matériel Iveco Crossway LE 12-13mMercedes-Benz IntouroSetra S531DT | Jours de fonctionnement L, Ma, Me, J, V, S, D                   | Jour / Soir / Nuit / Fêtes O / N / N / O                        | Voy. / an —                                                     | Exploitant Balaya / L'Oiseau Bleu / Mooland Charles Express / Emile Moutoussamy                             |
| O1    | Desserte : - Villes et lieux desservis : Saint-Pierre, Saint-Louis, L'Étang-Salé, Saint-Leu, Les Trois-Bassins, Saint-Gilles, Saint-Paul, Le Port, La Possession, Saint-Denis. - Gares desservies : |                                                                 |                                                                 |                                                                 |                                                                    |                                                                 |                                                                 |                                                                 | |
| O1    | Autre : - Arrêts non accessibles aux UFR : — - Amplitudes horaires : La ligne fonctionne du lundi au samedi de 5h00 à 18h45 et les dimanches et jours fériés de 5h45 à 19h45. - Particularités : - Date de dernière mise à jour : 19 mai 2019. |                                                                 |                                                                 |                                                                 |                                                                    |                                                                 |                                                                 |                                                                 | |
| O1    | Dernière actualisation : — |                                                                 |                                                                 |                                                                 |                                                                    |                                                                 |                                                                 |                                                                 | |
| O2    | Saint-Pierre — Gare ⥋ Saint-Denis — Gare via le Littoral | Saint-Pierre — Gare ⥋ Saint-Denis — Gare via le Littoral        | Saint-Pierre — Gare ⥋ Saint-Denis — Gare via le Littoral        | Saint-Pierre — Gare ⥋ Saint-Denis — Gare via le Littoral        | Saint-Pierre — Gare ⥋ Saint-Denis — Gare via le Littoral           | Saint-Pierre — Gare ⥋ Saint-Denis — Gare via le Littoral        | Saint-Pierre — Gare ⥋ Saint-Denis — Gare via le Littoral        | Saint-Pierre — Gare ⥋ Saint-Denis — Gare via le Littoral        | Saint-Pierre — Gare ⥋ Saint-Denis — Gare via le Littoral                                                    |
| O2    | Ouverture / Fermeture — / — | Longueur —                                                      | Durée 110/120 min                                               | Nb. d’arrêts 13                                                 | Matériel Iveco Crossway LE 12-13mMercedes-Benz IntouroSetra S531DT | Jours de fonctionnement L, Ma, Me, J, V, S, D                   | Jour / Soir / Nuit / Fêtes O / N / N / O                        | Voy. / an —                                                     | Exploitant Balaya / Charles Express / STOI / Mooland L'Oiseau Bleu / Emile Moutoussamy / Moutoussamy & Fils |
| O2    | Desserte : - Villes et lieux desservis : Saint-Pierre, Saint-Louis, L'Étang-Salé, Saint-Leu, Les Trois-Bassins, Saint-Gilles, Saint-Paul, Le Port, La Possession, Saint-Denis. - Gares desservies : |                                                                 |                                                                 |                                                                 |                                                                    |                                                                 |                                                                 |                                                                 | |
| O2    | Autre : - Arrêts non accessibles aux UFR : — - Amplitudes horaires : La ligne fonctionne du lundi au samedi de 4h30 à 19h30 et les dimanches et jours fériés de 4h00 à 18h15. - Particularités : Des départs express sont mis en place entre la Gare de St Denis et la Gare de St Paul plusieurs fois par jour, du lundi au samedi. - Date de dernière mise à jour : 19 mai 2019. |                                                                 |                                                                 |                                                                 |                                                                    |                                                                 |                                                                 |                                                                 | |
| O2    | Dernière actualisation : — |                                                                 |                                                                 |                                                                 |                                                                    |                                                                 |                                                                 |                                                                 | |
| O3    | Saint-Paul — Gare ⥋ Saint-Denis — Gare via Le Port | Saint-Paul — Gare ⥋ Saint-Denis — Gare via Le Port              | Saint-Paul — Gare ⥋ Saint-Denis — Gare via Le Port              | Saint-Paul — Gare ⥋ Saint-Denis — Gare via Le Port              | Saint-Paul — Gare ⥋ Saint-Denis — Gare via Le Port                 | Saint-Paul — Gare ⥋ Saint-Denis — Gare via Le Port              | Saint-Paul — Gare ⥋ Saint-Denis — Gare via Le Port              | Saint-Paul — Gare ⥋ Saint-Denis — Gare via Le Port              | Saint-Paul — Gare ⥋ Saint-Denis — Gare via Le Port                                                          |
| O3    | Ouverture / Fermeture — / — | Longueur —                                                      | Durée 60 min                                                    | Nb. d’arrêts 9                                                  | Matériel Iveco Crossway LE 12-13m                                  | Jours de fonctionnement L, Ma, Me, J, V, S                      | Jour / Soir / Nuit / Fêtes O / N / N / O                        | Voy. / an —                                                     | Exploitant L'Oiseau Bleu /SETCOR (Transport Mooland) / Charles Express                                      |
| O3    | Desserte : - Villes et lieux desservis : Saint-Paul, Le Port, La Possession, Saint-Denis. - Gares desservies : |                                                                 |                                                                 |                                                                 |                                                                    |                                                                 |                                                                 |                                                                 | |
| O3    | Autre : - Arrêts non accessibles aux UFR : — - Amplitudes horaires : La ligne fonctionne du lundi au samedi de 5h30 à 19h00. - Particularités : - Date de dernière mise à jour : 19 mai 2019. |                                                                 |                                                                 |                                                                 |                                                                    |                                                                 |                                                                 |                                                                 | |
| O3    | Dernière actualisation : — |                                                                 |                                                                 |                                                                 |                                                                    |                                                                 |                                                                 |                                                                 | |
| O4    | Saint-Paul — Gare ⥋ Saint-Denis — Gare via Pont Vihn San | Saint-Paul — Gare ⥋ Saint-Denis — Gare via Pont Vihn San        | Saint-Paul — Gare ⥋ Saint-Denis — Gare via Pont Vihn San        | Saint-Paul — Gare ⥋ Saint-Denis — Gare via Pont Vihn San        | Saint-Paul — Gare ⥋ Saint-Denis — Gare via Pont Vihn San           | Saint-Paul — Gare ⥋ Saint-Denis — Gare via Pont Vihn San        | Saint-Paul — Gare ⥋ Saint-Denis — Gare via Pont Vihn San        | Saint-Paul — Gare ⥋ Saint-Denis — Gare via Pont Vihn San        | Saint-Paul — Gare ⥋ Saint-Denis — Gare via Pont Vihn San                                                    |
| O4    | Ouverture / Fermeture — / — | Longueur —                                                      | Durée 70 min                                                    | Nb. d’arrêts 15                                                 | Matériel Iveco Crossway LE 12-13m                                  | Jours de fonctionnement L, Ma, Me, J, V, S, D                   | Jour / Soir / Nuit / Fêtes O / N / N / O                        | Voy. / an —                                                     | Exploitant —                                                                                                |
| O4    | Desserte : - Villes et lieux desservis : Saint-Paul, Le Port, La Possession, Saint-Denis. - Gares desservies : |                                                                 |                                                                 |                                                                 |                                                                    |                                                                 |                                                                 |                                                                 | |
| O4    | Autre : - Arrêts non accessibles aux UFR : — - Amplitudes horaires : La ligne fonctionne du lundi au samedi de 4h30 à 20h00 et les dimanches et jours fériés de 6h00 à 19h30 - Particularités : - Date de dernière mise à jour : 19 mai 2019. |                                                                 |                                                                 |                                                                 |                                                                    |                                                                 |                                                                 |                                                                 | |
| O4    | Dernière actualisation : — |                                                                 |                                                                 |                                                                 |                                                                    |                                                                 |                                                                 |                                                                 | |

### Lignes du Bassin Nord-Est
| Ligne | Caractéristiques | Caractéristiques                                                           | Caractéristiques                                                           | Caractéristiques                                                           | Caractéristiques                                                           | Caractéristiques                                                           | Caractéristiques                                                           | Caractéristiques                                                           | Caractéristiques                                                           |
| E1    | Saint-Benoît — Gare ⥋ Saint-Denis — Gare via Le Chaudron | Saint-Benoît — Gare ⥋ Saint-Denis — Gare via Le Chaudron                   | Saint-Benoît — Gare ⥋ Saint-Denis — Gare via Le Chaudron                   | Saint-Benoît — Gare ⥋ Saint-Denis — Gare via Le Chaudron                   | Saint-Benoît — Gare ⥋ Saint-Denis — Gare via Le Chaudron                   | Saint-Benoît — Gare ⥋ Saint-Denis — Gare via Le Chaudron                   | Saint-Benoît — Gare ⥋ Saint-Denis — Gare via Le Chaudron                   | Saint-Benoît — Gare ⥋ Saint-Denis — Gare via Le Chaudron                   | Saint-Benoît — Gare ⥋ Saint-Denis — Gare via Le Chaudron                   |
| ----- | --- | -------------------------------------------------------------------------- | -------------------------------------------------------------------------- | -------------------------------------------------------------------------- | -------------------------------------------------------------------------- | -------------------------------------------------------------------------- | -------------------------------------------------------------------------- | -------------------------------------------------------------------------- | -------------------------------------------------------------------------- |
| E1    | Ouverture / Fermeture — / — | Longueur —                                                                 | Durée 60 min                                                               | Nb. d’arrêts 10                                                            | Matériel Iveco Crossway LE 12-13mTemsa Tourmalin IC                        | Jours de fonctionnement L, Ma, Me, J, V, S                                 | Jour / Soir / Nuit / Fêtes O / N / N / N                                   | Voy. / an —                                                                | Exploitant Moutoussamy & Fils / Emile Moutoussamy / STOI                   |
| E1    | Desserte : - Villes et lieux desservis : Saint-Benoît, Bras-Panon, Saint-André, Sainte-Suzanne, Sainte-Marie, Saint-Denis. - Gares desservies :                                                                                                |                                                                            |                                                                            |                                                                            |                                                                            |                                                                            |                                                                            |                                                                            |                                                                            |
| E1    | Autre : - Arrêts non accessibles aux UFR : — - Amplitudes horaires : La ligne fonctionne du lundi au samedi de 5h00 à 19h20. - Particularités : - Date de dernière mise à jour : 19 mai 2019.                                                  |                                                                            |                                                                            |                                                                            |                                                                            |                                                                            |                                                                            |                                                                            |                                                                            |
| E1    | Dernière actualisation : — |                                                                            |                                                                            |                                                                            |                                                                            |                                                                            |                                                                            |                                                                            |                                                                            |
| E2    | Saint-Benoît — Gare ⥋ Saint-Denis — Gare via Bd Sud | Saint-Benoît — Gare ⥋ Saint-Denis — Gare via Bd Sud                        | Saint-Benoît — Gare ⥋ Saint-Denis — Gare via Bd Sud                        | Saint-Benoît — Gare ⥋ Saint-Denis — Gare via Bd Sud                        | Saint-Benoît — Gare ⥋ Saint-Denis — Gare via Bd Sud                        | Saint-Benoît — Gare ⥋ Saint-Denis — Gare via Bd Sud                        | Saint-Benoît — Gare ⥋ Saint-Denis — Gare via Bd Sud                        | Saint-Benoît — Gare ⥋ Saint-Denis — Gare via Bd Sud                        | Saint-Benoît — Gare ⥋ Saint-Denis — Gare via Bd Sud                        |
| E2    | Ouverture / Fermeture — / — | Longueur —                                                                 | Durée 90 min                                                               | Nb. d’arrêts 18                                                            | Matériel Iveco Crossway LE 13mSetra S431DTSetra S531DT                     | Jours de fonctionnement L, Ma, Me, J, V, S, D                              | Jour / Soir / Nuit / Fêtes O / N / N / O                                   | Voy. / an —                                                                | Exploitant STOI                                                            |
| E2    | Desserte : - Villes et lieux desservis : Saint-Benoît, Bras-Panon, Saint-André, Sainte-Suzanne, Sainte-Marie, Saint-Denis. - Gares desservies :                                                                                                |                                                                            |                                                                            |                                                                            |                                                                            |                                                                            |                                                                            |                                                                            |                                                                            |
| E2    | Autre : - Arrêts non accessibles aux UFR : — - Amplitudes horaires : La ligne fonctionne du lundi au samedi de 4h25 à 20h00 et les dimanches et jours fériés de 5h30 à 19h30. - Particularités : - Date de dernière mise à jour : 19 mai 2019. |                                                                            |                                                                            |                                                                            |                                                                            |                                                                            |                                                                            |                                                                            |                                                                            |
| E2    | Dernière actualisation : — |                                                                            |                                                                            |                                                                            |                                                                            |                                                                            |                                                                            |                                                                            |                                                                            |
| E3    | Saint-André — Gare ⥋ Saint-Denis — Gare via Sainte Marie et Sainte Suzanne | Saint-André — Gare ⥋ Saint-Denis — Gare via Sainte Marie et Sainte Suzanne | Saint-André — Gare ⥋ Saint-Denis — Gare via Sainte Marie et Sainte Suzanne | Saint-André — Gare ⥋ Saint-Denis — Gare via Sainte Marie et Sainte Suzanne | Saint-André — Gare ⥋ Saint-Denis — Gare via Sainte Marie et Sainte Suzanne | Saint-André — Gare ⥋ Saint-Denis — Gare via Sainte Marie et Sainte Suzanne | Saint-André — Gare ⥋ Saint-Denis — Gare via Sainte Marie et Sainte Suzanne | Saint-André — Gare ⥋ Saint-Denis — Gare via Sainte Marie et Sainte Suzanne | Saint-André — Gare ⥋ Saint-Denis — Gare via Sainte Marie et Sainte Suzanne |
| E3    | Ouverture / Fermeture — / — | Longueur —                                                                 | Durée 66 min                                                               | Nb. d’arrêts 15+                                                           | Matériel Iveco Crossway LE 12-13m Temsa LD12SB                             | Jours de fonctionnement L, Ma, Me, J, V, S                                 | Jour / Soir / Nuit / Fêtes O / N / N / O                                   | Voy. / an —                                                                | Exploitant STOI / Emile Moutoussamy Moutoussamy & Fils/L’Oiseau bleu       |
| E3    | Desserte : - Villes et lieux desservis : Saint-André, Sainte-Suzanne, Sainte-Marie, Saint-Denis. - Gares desservies : |                                                                            |                                                                            |                                                                            |                                                                            |                                                                            |                                                                            |                                                                            |                                                                            |
| E3    | Autre : - Arrêts non accessibles aux UFR : — - Amplitudes horaires : La ligne fonctionne du lundi au samedi de 5h45 à 18h10. - Particularités : - Date de dernière mise à jour : 19 mai 2019.                                                  |                                                                            |                                                                            |                                                                            |                                                                            |                                                                            |                                                                            |                                                                            |                                                                            |
| E3    | Dernière actualisation : — |                                                                            |                                                                            |                                                                            |                                                                            |                                                                            |                                                                            |                                                                            |                                                                            |
| E4    | Saint-André — Gare ⥋ Saint-Denis — Gare via Sainte Suzanne | Saint-André — Gare ⥋ Saint-Denis — Gare via Sainte Suzanne                 | Saint-André — Gare ⥋ Saint-Denis — Gare via Sainte Suzanne                 | Saint-André — Gare ⥋ Saint-Denis — Gare via Sainte Suzanne                 | Saint-André — Gare ⥋ Saint-Denis — Gare via Sainte Suzanne                 | Saint-André — Gare ⥋ Saint-Denis — Gare via Sainte Suzanne                 | Saint-André — Gare ⥋ Saint-Denis — Gare via Sainte Suzanne                 | Saint-André — Gare ⥋ Saint-Denis — Gare via Sainte Suzanne                 | Saint-André — Gare ⥋ Saint-Denis — Gare via Sainte Suzanne                 |
| E4    | Ouverture / Fermeture 2014 / 2022 | Longueur —                                                                 | Durée 60 min                                                               | Nb. d’arrêts 12                                                            | Matériel Iveco Crossway LE 12-13m                                          | Jours de fonctionnement L, Ma, Me, J, V, S, D                              | Jour / Soir / Nuit / Fêtes O / N / N / O                                   | Voy. / an —                                                                | Exploitant —                                                               |
| E4    | Desserte : - Villes et lieux desservis : Saint-André, Sainte-Suzanne, Sainte-Marie, Saint-Denis. - Gares desservies : |                                                                            |                                                                            |                                                                            |                                                                            |                                                                            |                                                                            |                                                                            |                                                                            |
| E4    | Autre : - Arrêts non accessibles aux UFR : — - Amplitudes horaires : La ligne fonctionne du lundi au samedi de 6h15 à 18h40 et les dimanches et jours fériés de 6h05 à 19h00. - Particularités : - Date de dernière mise à jour : 19 mai 2019. |                                                                            |                                                                            |                                                                            |                                                                            |                                                                            |                                                                            |                                                                            |                                                                            |
| E4    | Dernière actualisation : — |                                                                            |                                                                            |                                                                            |                                                                            |                                                                            |                                                                            |                                                                            |                                                                            |

### Lignes du Bassin Sud
| Ligne | Caractéristiques | Caractéristiques                                             | Caractéristiques                                             | Caractéristiques                                             | Caractéristiques                                             | Caractéristiques                                             | Caractéristiques                                             | Caractéristiques                                             | Caractéristiques |
| S1    | Saint-Benoît — Gare ⥋ Saint-Pierre — Gare via Le Grand Brûlé | Saint-Benoît — Gare ⥋ Saint-Pierre — Gare via Le Grand Brûlé | Saint-Benoît — Gare ⥋ Saint-Pierre — Gare via Le Grand Brûlé | Saint-Benoît — Gare ⥋ Saint-Pierre — Gare via Le Grand Brûlé | Saint-Benoît — Gare ⥋ Saint-Pierre — Gare via Le Grand Brûlé | Saint-Benoît — Gare ⥋ Saint-Pierre — Gare via Le Grand Brûlé | Saint-Benoît — Gare ⥋ Saint-Pierre — Gare via Le Grand Brûlé | Saint-Benoît — Gare ⥋ Saint-Pierre — Gare via Le Grand Brûlé | Saint-Benoît — Gare ⥋ Saint-Pierre — Gare via Le Grand Brûlé                                                            |
| ----- | --- | ------------------------------------------------------------ | ------------------------------------------------------------ | ------------------------------------------------------------ | ------------------------------------------------------------ | ------------------------------------------------------------ | ------------------------------------------------------------ | ------------------------------------------------------------ | --- |
| S1    | Ouverture / Fermeture — / — | Longueur —                                                   | Durée 150 min                                                | Nb. d’arrêts 28                                              | Matériel Iveco Crossway LE 12m                               | Jours de fonctionnement L, Ma, Me, J, V, S, D                | Jour / Soir / Nuit / Fêtes O / N / N / O                     | Voy. / an —                                                  | Exploitant Charles Express / STOI                                                                                       |
| S1    | Desserte : - Villes et lieux desservis : Saint-Benoît, Sainte-Anne, Sainte-Rose, Saint-Philippe, Saint-Joseph, Petite-Île, Saint-Pierre. - Gares desservies : |                                                              |                                                              |                                                              |                                                              |                                                              |                                                              |                                                              | |
| S1    | Autre : - Arrêts non accessibles aux UFR : — - Amplitudes horaires : La ligne fonctionne du lundi au samedi de 4h50 à 18h45 et les dimanches et jours fériés de 5h20 à 19h30. - Particularités : - Date de dernière mise à jour : 20 mai 2019.                                                                                                   |                                                              |                                                              |                                                              |                                                              |                                                              |                                                              |                                                              | |
| S1    | Dernière actualisation : — |                                                              |                                                              |                                                              |                                                              |                                                              |                                                              |                                                              | |
| S2    | Saint-Benoît — Gare ⥋ Saint-Pierre — Gare via Les Plaines | Saint-Benoît — Gare ⥋ Saint-Pierre — Gare via Les Plaines    | Saint-Benoît — Gare ⥋ Saint-Pierre — Gare via Les Plaines    | Saint-Benoît — Gare ⥋ Saint-Pierre — Gare via Les Plaines    | Saint-Benoît — Gare ⥋ Saint-Pierre — Gare via Les Plaines    | Saint-Benoît — Gare ⥋ Saint-Pierre — Gare via Les Plaines    | Saint-Benoît — Gare ⥋ Saint-Pierre — Gare via Les Plaines    | Saint-Benoît — Gare ⥋ Saint-Pierre — Gare via Les Plaines    | Saint-Benoît — Gare ⥋ Saint-Pierre — Gare via Les Plaines                                                               |
| S2    | Ouverture / Fermeture — / — | Longueur —                                                   | Durée 120 min                                                | Nb. d’arrêts 19                                              | Matériel Iveco Crossway LE 12m                               | Jours de fonctionnement L, Ma, Me, J, V, S, D                | Jour / Soir / Nuit / Fêtes O / N / N / O                     | Voy. / an —                                                  | Exploitant Charles Express / STOI / Emile Moutoussamy                                                                   |
| S2    | Desserte : - Villes et lieux desservis : Saint-Benoît, La Plaine-des-Palmistes, Plaine des Cafres, Le Tampon, Saint-Pierre. - Gares desservies : |                                                              |                                                              |                                                              |                                                              |                                                              |                                                              |                                                              | |
| S2    | Autre : - Arrêts non accessibles aux UFR : — - Amplitudes horaires : La ligne fonctionne du lundi au samedi de 5h30 à 18h15 et les dimanches et jours fériés de 6h40 à 19h20. - Particularités : Du lundi au samedi, des renforts circulent entre l'Université du Tampon et la Gare de St Pierre. - Date de dernière mise à jour : 20 mai 2019.  |                                                              |                                                              |                                                              |                                                              |                                                              |                                                              |                                                              | |
| S2    | Dernière actualisation : — |                                                              |                                                              |                                                              |                                                              |                                                              |                                                              |                                                              | |
| S3    | Saint-Joseph — Gare ⥋ Saint-Paul — Gare via Le Littoral | Saint-Joseph — Gare ⥋ Saint-Paul — Gare via Le Littoral      | Saint-Joseph — Gare ⥋ Saint-Paul — Gare via Le Littoral      | Saint-Joseph — Gare ⥋ Saint-Paul — Gare via Le Littoral      | Saint-Joseph — Gare ⥋ Saint-Paul — Gare via Le Littoral      | Saint-Joseph — Gare ⥋ Saint-Paul — Gare via Le Littoral      | Saint-Joseph — Gare ⥋ Saint-Paul — Gare via Le Littoral      | Saint-Joseph — Gare ⥋ Saint-Paul — Gare via Le Littoral      | Saint-Joseph — Gare ⥋ Saint-Paul — Gare via Le Littoral                                                                 |
| S3    | Ouverture / Fermeture — / — | Longueur —                                                   | Durée 120 min                                                | Nb. d’arrêts 20                                              | Matériel Iveco Crossway LE 13mMercedes-Benz Intouro          | Jours de fonctionnement L, Ma, Me, J, V, S, D                | Jour / Soir / Nuit / Fêtes O / N / N / O                     | Voy. / an —                                                  | Exploitant Charles Express / SETCOR (Transport Mooland) / Balaya                                                        |
| S3    | Desserte : - Villes et lieux desservis : Saint-Joseph, Petite-Île, Saint-Pierre, Saint-Louis, Etang Salé, Saint-Leu, Saint-Gilles, Saint-Paul. - Gares desservies : |                                                              |                                                              |                                                              |                                                              |                                                              |                                                              |                                                              | |
| S3    | Autre : - Arrêts non accessibles aux UFR : — - Amplitudes horaires : La ligne fonctionne du lundi au samedi de 4h25 à 18h40 et les dimanches et jours fériés de 5h30 à 19h30. - Particularités : Du lundi au samedi, des renforts circulent entre la Gare de St Joseph et la Gare de St Pierre. - Date de dernière mise à jour : 20 mai 2019.    |                                                              |                                                              |                                                              |                                                              |                                                              |                                                              |                                                              | |
| S3    | Dernière actualisation : — |                                                              |                                                              |                                                              |                                                              |                                                              |                                                              |                                                              | |
| S4    | Saint-Pierre — Gare ⥋ Saint-Paul — Gare via Les Hauts | Saint-Pierre — Gare ⥋ Saint-Paul — Gare via Les Hauts        | Saint-Pierre — Gare ⥋ Saint-Paul — Gare via Les Hauts        | Saint-Pierre — Gare ⥋ Saint-Paul — Gare via Les Hauts        | Saint-Pierre — Gare ⥋ Saint-Paul — Gare via Les Hauts        | Saint-Pierre — Gare ⥋ Saint-Paul — Gare via Les Hauts        | Saint-Pierre — Gare ⥋ Saint-Paul — Gare via Les Hauts        | Saint-Pierre — Gare ⥋ Saint-Paul — Gare via Les Hauts        | Saint-Pierre — Gare ⥋ Saint-Paul — Gare via Les Hauts                                                                   |
| S4    | Ouverture / Fermeture — / — | Longueur —                                                   | Durée 120 min                                                | Nb. d’arrêts 35                                              | Matériel Iveco Crossway LE 12mMercedes-Benz Intouro          | Jours de fonctionnement L, Ma, Me, J, V, S, D                | Jour / Soir / Nuit / Fêtes O / N / N / O                     | Voy. / an —                                                  | Exploitant Charles Express / SETCOR (Transport Mooland) / Emile Moutoussamy Balaya / Moutoussamy & Fils / L'Oiseau Bleu |
| S4    | Desserte : - Villes et lieux desservis : Saint-Pierre, Saint-Louis, Etang Salé, Les Avirons, Saint-Leu, Saint-Gilles, Saint-Paul. - Gares desservies : |                                                              |                                                              |                                                              |                                                              |                                                              |                                                              |                                                              | |
| S4    | Autre : - Arrêts non accessibles aux UFR : — - Amplitudes horaires : La ligne fonctionne du lundi au samedi de 4h10 à 19h30 et les dimanches et jours fériés de 5h10 à 19h20. - Particularités : - Date de dernière mise à jour : 20 mai 2019.                                                                                                   |                                                              |                                                              |                                                              |                                                              |                                                              |                                                              |                                                              | |
| S4    | Dernière actualisation : — |                                                              |                                                              |                                                              |                                                              |                                                              |                                                              |                                                              | |
| S5    | Saint-Pierre — Gare ⥋ Entre-Deux — Office de Tourisme | Saint-Pierre — Gare ⥋ Entre-Deux — Office de Tourisme        | Saint-Pierre — Gare ⥋ Entre-Deux — Office de Tourisme        | Saint-Pierre — Gare ⥋ Entre-Deux — Office de Tourisme        | Saint-Pierre — Gare ⥋ Entre-Deux — Office de Tourisme        | Saint-Pierre — Gare ⥋ Entre-Deux — Office de Tourisme        | Saint-Pierre — Gare ⥋ Entre-Deux — Office de Tourisme        | Saint-Pierre — Gare ⥋ Entre-Deux — Office de Tourisme        | Saint-Pierre — Gare ⥋ Entre-Deux — Office de Tourisme                                                                   |
| S5    | Ouverture / Fermeture — / — | Longueur —                                                   | Durée 35 min                                                 | Nb. d’arrêts 8                                               | Matériel Iveco Crossway LE 10.8m                             | Jours de fonctionnement L, Ma, Me, J, V, S, D                | Jour / Soir / Nuit / Fêtes O / N / N / O                     | Voy. / an —                                                  | Exploitant Balaya |
| S5    | Desserte : - Villes et lieux desservis : Saint-Pierre, Saint-Louis, Entre-Deux. - Gares desservies : |                                                              |                                                              |                                                              |                                                              |                                                              |                                                              |                                                              | |
| S5    | Autre : - Arrêts non accessibles aux UFR : — - Amplitudes horaires : La ligne fonctionne du lundi au samedi de 5h55 à 17h50 et les dimanches et jours fériés de 8h15 à 17h45. - Particularités : Certaines courses sont limitées à la Gare de St Louis en semaine et le dimanche toute la journée. - Date de dernière mise à jour : 20 mai 2019. |                                                              |                                                              |                                                              |                                                              |                                                              |                                                              |                                                              | |
| S5    | Dernière actualisation : — |                                                              |                                                              |                                                              |                                                              |                                                              |                                                              |                                                              | |
| S6    | Saint-Joseph — Gare ⥋ Le Tampon — Université du Tampon | Saint-Joseph — Gare ⥋ Le Tampon — Université du Tampon       | Saint-Joseph — Gare ⥋ Le Tampon — Université du Tampon       | Saint-Joseph — Gare ⥋ Le Tampon — Université du Tampon       | Saint-Joseph — Gare ⥋ Le Tampon — Université du Tampon       | Saint-Joseph — Gare ⥋ Le Tampon — Université du Tampon       | Saint-Joseph — Gare ⥋ Le Tampon — Université du Tampon       | Saint-Joseph — Gare ⥋ Le Tampon — Université du Tampon       | Saint-Joseph — Gare ⥋ Le Tampon — Université du Tampon                                                                  |
| S6    | Ouverture / Fermeture — / — | Longueur —                                                   | Durée 50 min                                                 | Nb. d’arrêts 10                                              | Matériel Isuzu Visigo                                        | Jours de fonctionnement L, Ma, Me, J, V, S                   | Jour / Soir / Nuit / Fêtes O / N / N / N                     | Voy. / an —                                                  | Exploitant Charles Express                                                                                              |
| S6    | Desserte : - Villes et lieux desservis : Saint-Joseph, Petite-Île, Saint-Pierre, Le Tampon. - Gares desservies : |                                                              |                                                              |                                                              |                                                              |                                                              |                                                              |                                                              | |
| S6    | Autre : - Arrêts non accessibles aux UFR : — - Amplitudes horaires : La ligne fonctionne du lundi au samedi de 5h55 à 18h15, à raison de deux départs dans chaque sens. - Particularités : - Date de dernière mise à jour : 20 mai 2019. |                                                              |                                                              |                                                              |                                                              |                                                              |                                                              |                                                              | |
| S6    | Dernière actualisation : — |                                                              |                                                              |                                                              |                                                              |                                                              |                                                              |                                                              | |

### Lignes spéciales
| Ligne | Caractéristiques | Caractéristiques                                                                                    | Caractéristiques                                                                                    | Caractéristiques                                                                                    | Caractéristiques                                                                                    | Caractéristiques                                                                                    | Caractéristiques                                                                                    | Caractéristiques                                                                                    | Caractéristiques |
| T     | Saint-Pierre — Gare ⥋ Sainte-Marie — Aéroport Roland Garros via Aéroport de Pierrefonds et Littoral | Saint-Pierre — Gare ⥋ Sainte-Marie — Aéroport Roland Garros via Aéroport de Pierrefonds et Littoral | Saint-Pierre — Gare ⥋ Sainte-Marie — Aéroport Roland Garros via Aéroport de Pierrefonds et Littoral | Saint-Pierre — Gare ⥋ Sainte-Marie — Aéroport Roland Garros via Aéroport de Pierrefonds et Littoral | Saint-Pierre — Gare ⥋ Sainte-Marie — Aéroport Roland Garros via Aéroport de Pierrefonds et Littoral | Saint-Pierre — Gare ⥋ Sainte-Marie — Aéroport Roland Garros via Aéroport de Pierrefonds et Littoral | Saint-Pierre — Gare ⥋ Sainte-Marie — Aéroport Roland Garros via Aéroport de Pierrefonds et Littoral | Saint-Pierre — Gare ⥋ Sainte-Marie — Aéroport Roland Garros via Aéroport de Pierrefonds et Littoral | Saint-Pierre — Gare ⥋ Sainte-Marie — Aéroport Roland Garros via Aéroport de Pierrefonds et Littoral                                       |
| ----- | --- | --------------------------------------------------------------------------------------------------- | --------------------------------------------------------------------------------------------------- | --------------------------------------------------------------------------------------------------- | --------------------------------------------------------------------------------------------------- | --------------------------------------------------------------------------------------------------- | --------------------------------------------------------------------------------------------------- | --------------------------------------------------------------------------------------------------- | --- |
| T     | Ouverture / Fermeture — / — | Longueur —                                                                                          | Durée 120 min                                                                                       | Nb. d’arrêts 17                                                                                     | Matériel Crossway LE 10.8Isuzu Visigo                                                               | Jours de fonctionnement L, Ma, Me, J, V, S, D                                                       | Jour / Soir / Nuit / Fêtes O / N / N / O                                                            | Voy. / an —                                                                                         | Exploitant AH-Niave / SETCOR (Transport Mooland) / L'Oiseau Bleu / STOI Emile Moutoussamy / Moutoussamy & Fils / Charles Express / Balaya |
| T     | Desserte : - Villes et lieux desservis : Saint-Pierre, Saint-Louis, L'Étang-Salé, Saint-Leu, Les Trois-Bassins, Saint-Gilles, Saint-Paul, Le Port, La Possession, Saint-Denis, Sainte-Marie. - Gares desservies :                                                               | | | | | | | | |
| T     | Autre : - Arrêts non accessibles aux UFR : — - Amplitudes horaires : La ligne fonctionne du lundi au dimanche de 5h15 à 20h00. - Particularités : Du lundi au samedi, un aller-retour es limité à la Mairie de Saint-Leu le midi. - Date de dernière mise à jour : 20 mai 2019. | | | | | | | | |

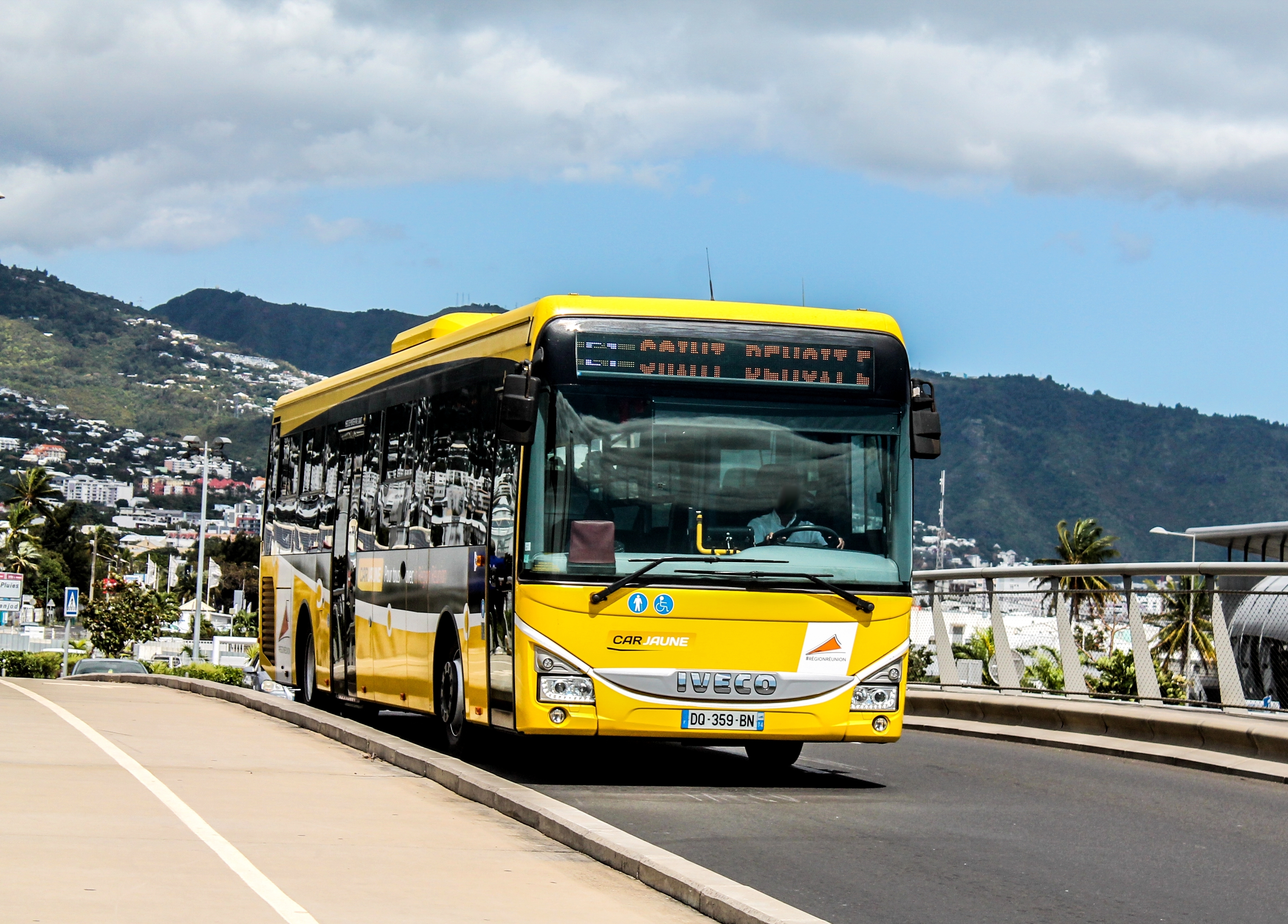
Iveco Crossway LE de Moutoussamy & Fils sur la E1

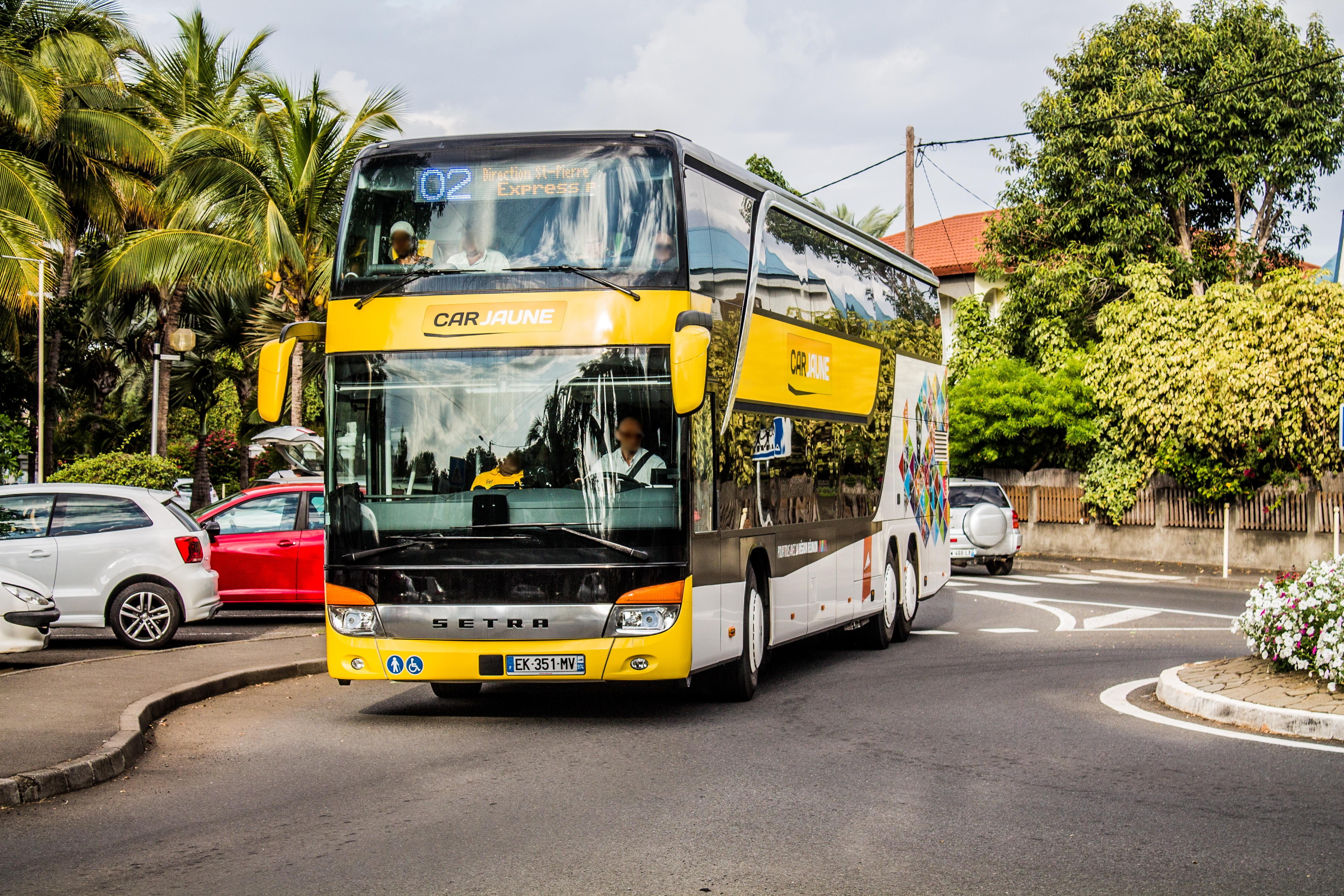
Setra S 431DT sur la O2

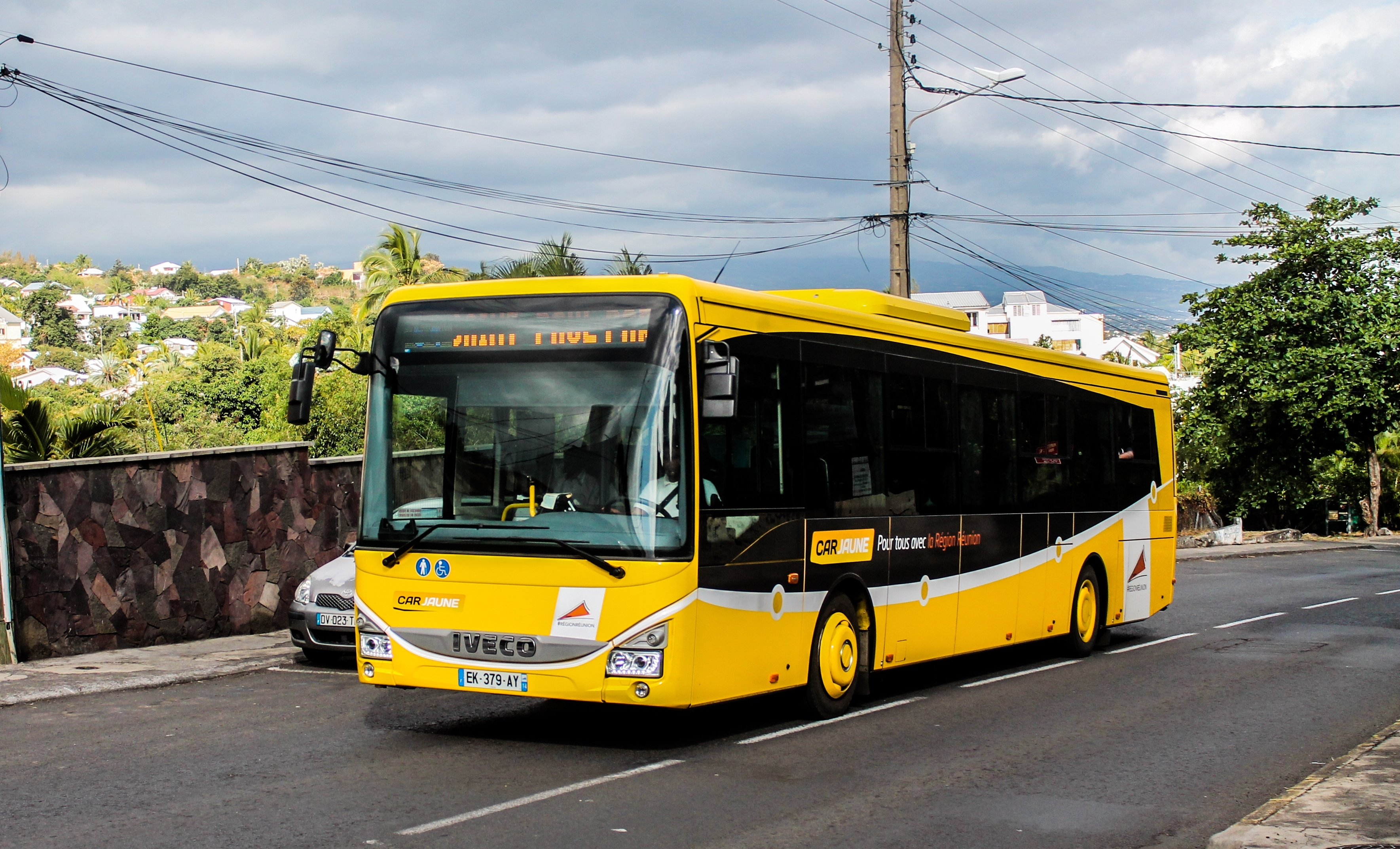
Iveco Crossway LE de l'Oiseau Bleu sur la S4

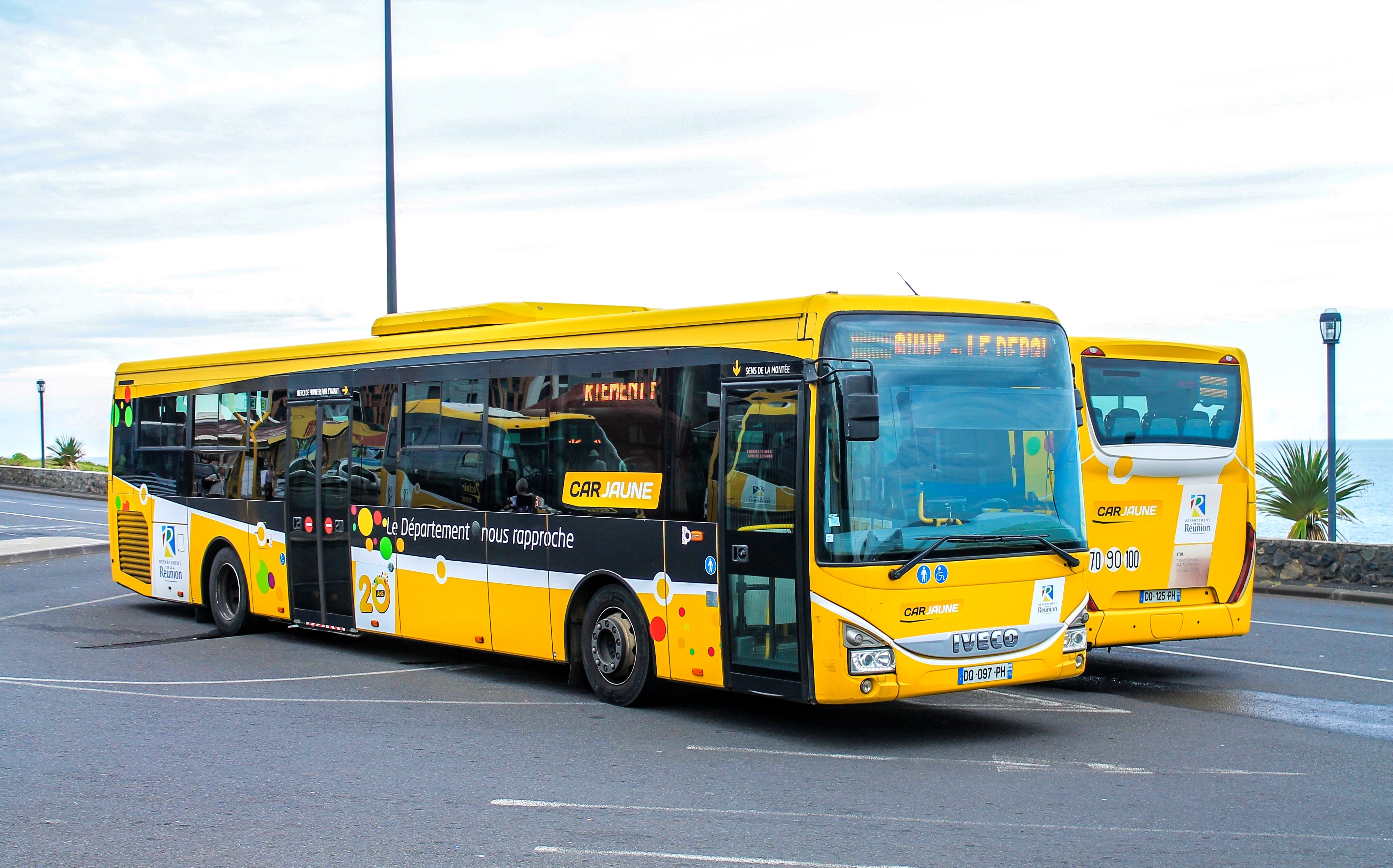
Iveco Crossway LE de STOI

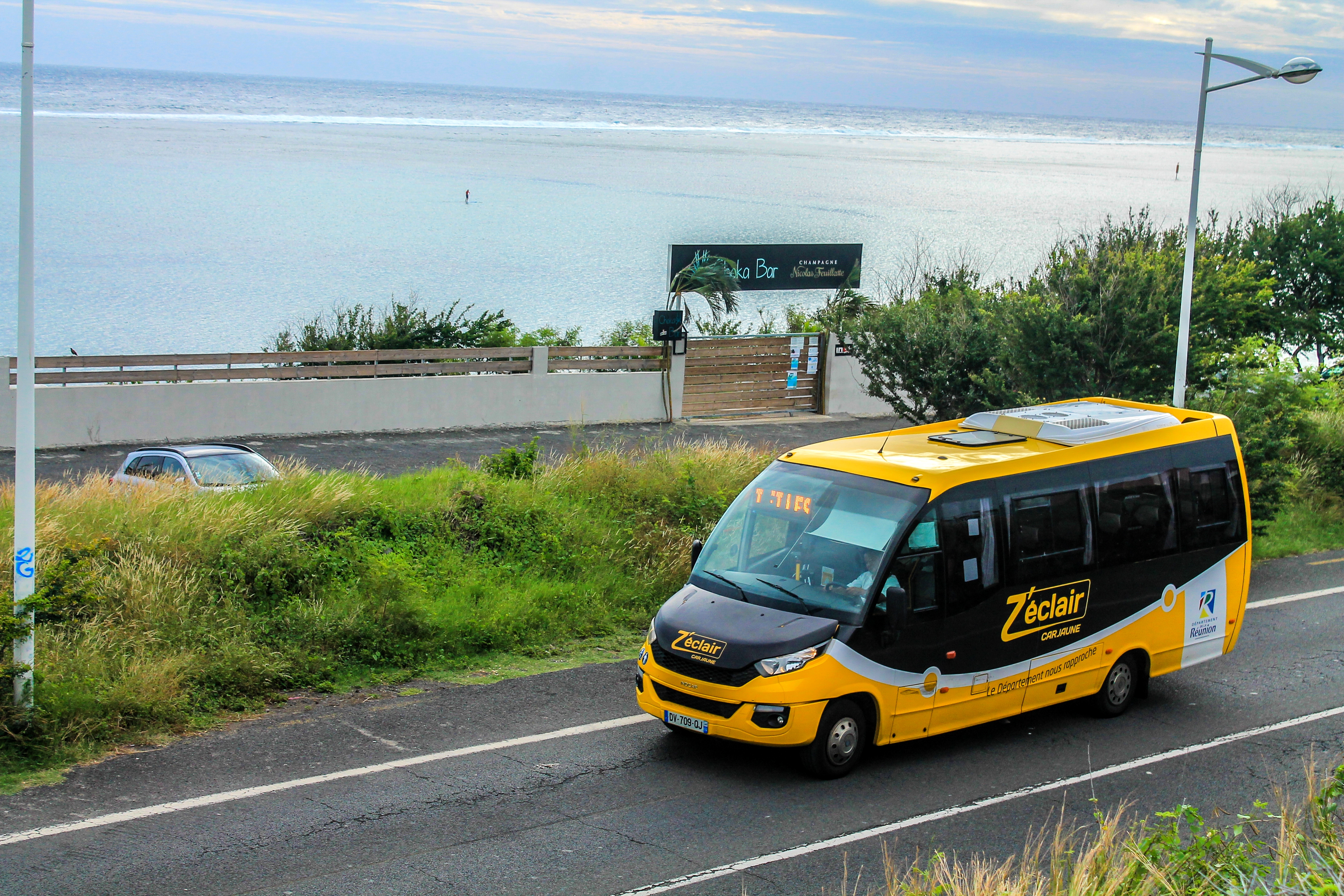
INDCAR Wing de Charles Express sur la T

| T     | Dernière actualisation : — | | | | | | | | |
| ZO    | Saint-Pierre — Gare ⥋ Sainte-Marie — Aéroport Roland Garros via Route des Tamarins | Saint-Pierre — Gare ⥋ Sainte-Marie — Aéroport Roland Garros via Route des Tamarins                  | Saint-Pierre — Gare ⥋ Sainte-Marie — Aéroport Roland Garros via Route des Tamarins                  | Saint-Pierre — Gare ⥋ Sainte-Marie — Aéroport Roland Garros via Route des Tamarins                  | Saint-Pierre — Gare ⥋ Sainte-Marie — Aéroport Roland Garros via Route des Tamarins                  | Saint-Pierre — Gare ⥋ Sainte-Marie — Aéroport Roland Garros via Route des Tamarins                  | Saint-Pierre — Gare ⥋ Sainte-Marie — Aéroport Roland Garros via Route des Tamarins                  | Saint-Pierre — Gare ⥋ Sainte-Marie — Aéroport Roland Garros via Route des Tamarins                  | Saint-Pierre — Gare ⥋ Sainte-Marie — Aéroport Roland Garros via Route des Tamarins                                                        |
| ZO    | Ouverture / Fermeture — / — | Longueur —                                                                                          | Durée 60 min                                                                                        | Nb. d’arrêts 6                                                                                      | Matériel Crossway LE 10.8Isuzu Visigo                                                               | Jours de fonctionnement L, Ma, Me, J, V, S                                                          | Jour / Soir / Nuit / Fêtes O / N / N / N                                                            | Voy. / an —                                                                                         | Exploitant AH-Niave / SETCOR (Transport Mooland) / L'Oiseau Bleu / STOI Emile Moutoussamy / Moutoussamy & Fils / Charles Express / Balaya |
| ZO    | Desserte : - Villes et lieux desservis : Saint-Pierre, Saint-Denis, Sainte-Marie. - Gares desservies : | | | | | | | | |
| ZO    | Autre : - Arrêts non accessibles aux UFR : — - Amplitudes horaires : La ligne fonctionne du lundi au samedi de 5h30 à 17h30. - Particularités : Des services partiels existent entre la Gare de St Denis et la Gare de St Pierre. - Date de dernière mise à jour : 20 mai 2019. | | | | | | | | |
| ZO    | Dernière actualisation : — | | | | | | | | |

## Lignes à partir du 28 novembre 2022

### Lignes du Bassin Nord-Ouest
| Ligne | Caractéristiques | Caractéristiques                                                | Caractéristiques                                                | Caractéristiques                                                | Caractéristiques                                                   | Caractéristiques                                                | Caractéristiques                                                | Caractéristiques                                                | Caractéristiques                                                                                            |
| O1    | Saint-Pierre — Gare ⥋ Saint-Denis — Gare via Route des Tamarins | Saint-Pierre — Gare ⥋ Saint-Denis — Gare via Route des Tamarins | Saint-Pierre — Gare ⥋ Saint-Denis — Gare via Route des Tamarins | Saint-Pierre — Gare ⥋ Saint-Denis — Gare via Route des Tamarins | Saint-Pierre — Gare ⥋ Saint-Denis — Gare via Route des Tamarins    | Saint-Pierre — Gare ⥋ Saint-Denis — Gare via Route des Tamarins | Saint-Pierre — Gare ⥋ Saint-Denis — Gare via Route des Tamarins | Saint-Pierre — Gare ⥋ Saint-Denis — Gare via Route des Tamarins | Saint-Pierre — Gare ⥋ Saint-Denis — Gare via Route des Tamarins                                             |
| ----- | --- | --------------------------------------------------------------- | --------------------------------------------------------------- | --------------------------------------------------------------- | ------------------------------------------------------------------ | --------------------------------------------------------------- | --------------------------------------------------------------- | --------------------------------------------------------------- | --- |
| O1    | Ouverture / Fermeture — / — | Longueur 79 km                                                  | Durée 90/120 min                                                | Nb. d’arrêts 12                                                 | Matériel Iveco Crossway LE 12-13mMercedes-Benz IntouroSetra S531DT | Jours de fonctionnement L, Ma, Me, J, V, S, D                   | Jour / Soir / Nuit / Fêtes O / N / N / O                        | Voy. / an —                                                     | Exploitant Balaya / L'Oiseau Bleu / Mooland Charles Express / Emile Moutoussamy                             |
| O1    | Desserte : - Villes et lieux desservis : Saint-Pierre, Saint-Louis, L'Étang-Salé, Saint-Leu, Les Trois-Bassins, Saint-Gilles, Saint-Paul, Le Port, La Possession, Saint-Denis. - Gares desservies : Gare de Saint-Pierre, Gare de Saint-Louis, Gare de Saint-Paul, Gare de Saint-Denis. |                                                                 |                                                                 |                                                                 |                                                                    |                                                                 |                                                                 |                                                                 | |
| O1    | Autre : - Arrêts non accessibles aux UFR : — - Amplitudes horaires : La ligne fonctionne du lundi au samedi de 5h00 à 18h00 et les dimanches et jours fériés de 5h45 à 19h45. - Nombre de départs : 13 départs par jour du lundi au samedi et 8 départs par jour les dimanches et jours fériés. - Particularités : - Date de dernière mise à jour : 28 novembre 2022.                                                                                     |                                                                 |                                                                 |                                                                 |                                                                    |                                                                 |                                                                 |                                                                 | |
| O1    | Dernière actualisation : — |                                                                 |                                                                 |                                                                 |                                                                    |                                                                 |                                                                 |                                                                 | |
| O2    | Saint-Pierre — Gare ⥋ Saint-Denis — Gare via le Littoral | Saint-Pierre — Gare ⥋ Saint-Denis — Gare via le Littoral        | Saint-Pierre — Gare ⥋ Saint-Denis — Gare via le Littoral        | Saint-Pierre — Gare ⥋ Saint-Denis — Gare via le Littoral        | Saint-Pierre — Gare ⥋ Saint-Denis — Gare via le Littoral           | Saint-Pierre — Gare ⥋ Saint-Denis — Gare via le Littoral        | Saint-Pierre — Gare ⥋ Saint-Denis — Gare via le Littoral        | Saint-Pierre — Gare ⥋ Saint-Denis — Gare via le Littoral        | Saint-Pierre — Gare ⥋ Saint-Denis — Gare via le Littoral                                                    |
| O2    | Ouverture / Fermeture — / — | Longueur 86 km                                                  | Durée 100/130 min                                               | Nb. d’arrêts 16                                                 | Matériel Iveco Crossway LE 12-13mMercedes-Benz IntouroSetra S531DT | Jours de fonctionnement L, Ma, Me, J, V, S, D                   | Jour / Soir / Nuit / Fêtes O / N / N / O                        | Voy. / an —                                                     | Exploitant Balaya / Charles Express / STOI / Mooland L'Oiseau Bleu / Emile Moutoussamy / Moutoussamy & Fils |
| O2    | Desserte : - Villes et lieux desservis : Saint-Pierre, Saint-Louis, L'Étang-Salé, Saint-Leu, Les Trois-Bassins, Saint-Gilles, Saint-Paul, Le Port, La Possession, Saint-Denis. - Gares desservies : Gare de Saint-Pierre, Gare de Saint-Louis, Gare de Saint-Paul, Gare de Saint-Denis. |                                                                 |                                                                 |                                                                 |                                                                    |                                                                 |                                                                 |                                                                 | |
| O2    | Autre : - Arrêts non accessibles aux UFR : — - Amplitudes horaires : La ligne fonctionne du lundi au samedi de 4h30 à 20h00 et les dimanches et jours fériés de 5h00 à 18h00. - Nombre de départs : 26 départs par jour du lundi au samedi et 12 départs par jour les dimanches et jours fériés. - Particularités : L'arrêt "Boucan Canot" n'est pas desservi en direction de la Gare de Saint-Pierre. - Date de dernière mise à jour : 28 novembre 2022. |                                                                 |                                                                 |                                                                 |                                                                    |                                                                 |                                                                 |                                                                 | |
| O2    | Dernière actualisation : — |                                                                 |                                                                 |                                                                 |                                                                    |                                                                 |                                                                 |                                                                 | |
| O3    | Saint-Paul — Gare ⥋ Saint-Denis — Gare via Le Port | Saint-Paul — Gare ⥋ Saint-Denis — Gare via Le Port              | Saint-Paul — Gare ⥋ Saint-Denis — Gare via Le Port              | Saint-Paul — Gare ⥋ Saint-Denis — Gare via Le Port              | Saint-Paul — Gare ⥋ Saint-Denis — Gare via Le Port                 | Saint-Paul — Gare ⥋ Saint-Denis — Gare via Le Port              | Saint-Paul — Gare ⥋ Saint-Denis — Gare via Le Port              | Saint-Paul — Gare ⥋ Saint-Denis — Gare via Le Port              | Saint-Paul — Gare ⥋ Saint-Denis — Gare via Le Port                                                          |
| O3    | Ouverture / Fermeture — / — | Longueur 27 km                                                  | Durée 60/80 min                                                 | Nb. d’arrêts 15                                                 | Matériel Iveco Crossway LE 12-13m                                  | Jours de fonctionnement L, Ma, Me, J, V, S, D                   | Jour / Soir / Nuit / Fêtes O / N / N / O                        | Voy. / an —                                                     | Exploitant L'Oiseau Bleu /SETCOR (Transport Mooland) / Charles Express                                      |
| O3    | Desserte : - Villes et lieux desservis : Saint-Paul, Le Port, La Possession, Saint-Denis. - Gares desservies : Gare de Saint-Paul, Gare de Saint-Denis |                                                                 |                                                                 |                                                                 |                                                                    |                                                                 |                                                                 |                                                                 | |
| O3    | Autre : - Arrêts non accessibles aux UFR : — - Amplitudes horaires : La ligne fonctionne du lundi au samedi de 5h05 à 20h05 et les dimanches et jours fériés de 5h30 à 19h30. - Nombre de départs : 37 départs par jour du lundi au samedi et 12 départs par jour les dimanches et jours fériés. - Particularités : - Date de dernière mise à jour : 28 novembre 2022.                                                                                    |                                                                 |                                                                 |                                                                 |                                                                    |                                                                 |                                                                 |                                                                 | |
| O3    | Dernière actualisation : — |                                                                 |                                                                 |                                                                 |                                                                    |                                                                 |                                                                 |                                                                 | |

### Lignes du Bassin Nord-Est
| Ligne | Caractéristiques | Caractéristiques                                                          | Caractéristiques                                                          | Caractéristiques                                                          | Caractéristiques                                                          | Caractéristiques                                                          | Caractéristiques                                                          | Caractéristiques                                                          | Caractéristiques                                                          |
| E1    | Saint-Benoît — Gare ⥋ Saint-Denis — Gare via RN2 | Saint-Benoît — Gare ⥋ Saint-Denis — Gare via RN2                          | Saint-Benoît — Gare ⥋ Saint-Denis — Gare via RN2                          | Saint-Benoît — Gare ⥋ Saint-Denis — Gare via RN2                          | Saint-Benoît — Gare ⥋ Saint-Denis — Gare via RN2                          | Saint-Benoît — Gare ⥋ Saint-Denis — Gare via RN2                          | Saint-Benoît — Gare ⥋ Saint-Denis — Gare via RN2                          | Saint-Benoît — Gare ⥋ Saint-Denis — Gare via RN2                          | Saint-Benoît — Gare ⥋ Saint-Denis — Gare via RN2                          |
| ----- | --- | ------------------------------------------------------------------------- | ------------------------------------------------------------------------- | ------------------------------------------------------------------------- | ------------------------------------------------------------------------- | ------------------------------------------------------------------------- | ------------------------------------------------------------------------- | ------------------------------------------------------------------------- | ------------------------------------------------------------------------- |
| E1    | Ouverture / Fermeture — / — | Longueur 41 km                                                            | Durée 50/80 min                                                           | Nb. d’arrêts 10                                                           | Matériel Iveco Crossway LE 12-13mTemsa Tourmalin IC                       | Jours de fonctionnement L, Ma, Me, J, V, S                                | Jour / Soir / Nuit / Fêtes O / N / N / N                                  | Voy. / an —                                                               | Exploitant Moutoussamy & Fils / Emile Moutoussamy / STOI                  |
| E1    | Desserte : - Villes et lieux desservis : Saint-Benoît, Bras-Panon, Saint-André, Sainte-Suzanne, Sainte-Marie, Saint-Denis. - Gares desservies : Gare de Saint-Benoît, Gare de Saint-André, Gare de Saint-Denis. |                                                                           |                                                                           |                                                                           |                                                                           |                                                                           |                                                                           |                                                                           |                                                                           |
| E1    | Autre : - Arrêts non accessibles aux UFR : — - Amplitudes horaires : La ligne fonctionne du lundi au samedi de 5h00 à 20h00. - Nombre de départs : 16 départs par jour du lundi au samedi. - Particularités : - Date de dernière mise à jour : 28 novembre 2022. |                                                                           |                                                                           |                                                                           |                                                                           |                                                                           |                                                                           |                                                                           |                                                                           |
| E1    | Dernière actualisation : — |                                                                           |                                                                           |                                                                           |                                                                           |                                                                           |                                                                           |                                                                           |                                                                           |
| E2    | Saint-Benoît — Gare ⥋ Saint-Denis — Gare via Bd Sud | Saint-Benoît — Gare ⥋ Saint-Denis — Gare via Bd Sud                       | Saint-Benoît — Gare ⥋ Saint-Denis — Gare via Bd Sud                       | Saint-Benoît — Gare ⥋ Saint-Denis — Gare via Bd Sud                       | Saint-Benoît — Gare ⥋ Saint-Denis — Gare via Bd Sud                       | Saint-Benoît — Gare ⥋ Saint-Denis — Gare via Bd Sud                       | Saint-Benoît — Gare ⥋ Saint-Denis — Gare via Bd Sud                       | Saint-Benoît — Gare ⥋ Saint-Denis — Gare via Bd Sud                       | Saint-Benoît — Gare ⥋ Saint-Denis — Gare via Bd Sud                       |
| E2    | Ouverture / Fermeture — / — | Longueur 44 km                                                            | Durée 60/90 min                                                           | Nb. d’arrêts 16                                                           | Matériel Iveco Crossway LE 13mSetra S431DTSetra S531DT                    | Jours de fonctionnement L, Ma, Me, J, V, S, D                             | Jour / Soir / Nuit / Fêtes O / N / N / O                                  | Voy. / an —                                                               | Exploitant STOI                                                           |
| E2    | Desserte : - Villes et lieux desservis : Saint-Benoît, Bras-Panon, Saint-André, Sainte-Suzanne, Sainte-Marie, Saint-Denis. - Gares desservies : Gare de Saint-Benoît, Gare de Saint-André, Gare de Saint-Denis. |                                                                           |                                                                           |                                                                           |                                                                           |                                                                           |                                                                           |                                                                           |                                                                           |
| E2    | Autre : - Arrêts non accessibles aux UFR : — - Amplitudes horaires : La ligne fonctionne du lundi au samedi de 4h30 à 18h40 et les dimanches et jours fériés de 6h00 à 19h45. - Nombre de départs : 22 départs par jour du lundi au samedi et 12 départs par jour les dimanches et jours fériés. - Particularités : - Date de dernière mise à jour : 28 novembre 2022. |                                                                           |                                                                           |                                                                           |                                                                           |                                                                           |                                                                           |                                                                           |                                                                           |
| E2    | Dernière actualisation : — |                                                                           |                                                                           |                                                                           |                                                                           |                                                                           |                                                                           |                                                                           |                                                                           |
| E3    | Saint-André — Gare ⥋ Saint-Denis — Gare via Sainte Marie & Sainte Suzanne | Saint-André — Gare ⥋ Saint-Denis — Gare via Sainte Marie & Sainte Suzanne | Saint-André — Gare ⥋ Saint-Denis — Gare via Sainte Marie & Sainte Suzanne | Saint-André — Gare ⥋ Saint-Denis — Gare via Sainte Marie & Sainte Suzanne | Saint-André — Gare ⥋ Saint-Denis — Gare via Sainte Marie & Sainte Suzanne | Saint-André — Gare ⥋ Saint-Denis — Gare via Sainte Marie & Sainte Suzanne | Saint-André — Gare ⥋ Saint-Denis — Gare via Sainte Marie & Sainte Suzanne | Saint-André — Gare ⥋ Saint-Denis — Gare via Sainte Marie & Sainte Suzanne | Saint-André — Gare ⥋ Saint-Denis — Gare via Sainte Marie & Sainte Suzanne |
| E3    | Ouverture / Fermeture — / — | Longueur 32 km                                                            | Durée 60/80 min                                                           | Nb. d’arrêts 18                                                           | Matériel Iveco Crossway LE 12-13m                                         | Jours de fonctionnement L, Ma, Me, J, V, S, D                             | Jour / Soir / Nuit / Fêtes O / N / N / O                                  | Voy. / an —                                                               | Exploitant STOI / Emile Moutoussamy Moutoussamy & Fils/L’Oiseau bleu      |
| E3    | Desserte : - Villes et lieux desservis : Saint-André, Sainte-Suzanne, Sainte-Marie, Saint-Denis. - Gares desservies : Gare de Saint-André, Gare de Saint-Denis. |                                                                           |                                                                           |                                                                           |                                                                           |                                                                           |                                                                           |                                                                           |                                                                           |
| E3    | Autre : - Arrêts non accessibles aux UFR : — - Amplitudes horaires : La ligne fonctionne du lundi au samedi de 5h05 à 18h05 et les dimanches et jours fériés de 7h00 à 19h15. - Nombre de départs : 34 départs par jour du lundi au samedi et 7 départs par jour les dimanches et jours fériés. - Particularités : - Date de dernière mise à jour : 28 novembre 2022.  |                                                                           |                                                                           |                                                                           |                                                                           |                                                                           |                                                                           |                                                                           |                                                                           |
| E3    | Dernière actualisation : — |                                                                           |                                                                           |                                                                           |                                                                           |                                                                           |                                                                           |                                                                           |                                                                           |

### Lignes du Bassin Sud
| Ligne | Caractéristiques | Caractéristiques                                             | Caractéristiques                                             | Caractéristiques                                             | Caractéristiques                                             | Caractéristiques                                             | Caractéristiques                                             | Caractéristiques                                             | Caractéristiques |
| S1    | Saint-Benoît — Gare ⥋ Saint-Pierre — Gare via Le Grand Brûlé | Saint-Benoît — Gare ⥋ Saint-Pierre — Gare via Le Grand Brûlé | Saint-Benoît — Gare ⥋ Saint-Pierre — Gare via Le Grand Brûlé | Saint-Benoît — Gare ⥋ Saint-Pierre — Gare via Le Grand Brûlé | Saint-Benoît — Gare ⥋ Saint-Pierre — Gare via Le Grand Brûlé | Saint-Benoît — Gare ⥋ Saint-Pierre — Gare via Le Grand Brûlé | Saint-Benoît — Gare ⥋ Saint-Pierre — Gare via Le Grand Brûlé | Saint-Benoît — Gare ⥋ Saint-Pierre — Gare via Le Grand Brûlé | Saint-Benoît — Gare ⥋ Saint-Pierre — Gare via Le Grand Brûlé                                                            |
| ----- | --- | ------------------------------------------------------------ | ------------------------------------------------------------ | ------------------------------------------------------------ | ------------------------------------------------------------ | ------------------------------------------------------------ | ------------------------------------------------------------ | ------------------------------------------------------------ | --- |
| S1    | Ouverture / Fermeture — / — | Longueur 87 km                                               | Durée 120/150 min                                            | Nb. d’arrêts 30                                              | Matériel Iveco Crossway LE 12m                               | Jours de fonctionnement L, Ma, Me, J, V, S, D                | Jour / Soir / Nuit / Fêtes O / N / N / O                     | Voy. / an —                                                  | Exploitant Charles Express / STOI                                                                                       |
| S1    | Desserte : - Villes et lieux desservis : Saint-Benoît, Sainte-Anne, Sainte-Rose, Saint-Philippe, Saint-Joseph, Petite-Île, Saint-Pierre. - Gares desservies : Gare de Saint-Benoît, Gare de Saint-Joseph, Gare de Saint-Pierre. |                                                              |                                                              |                                                              |                                                              |                                                              |                                                              |                                                              | |
| S1    | Autre : - Arrêts non accessibles aux UFR : — - Amplitudes horaires : La ligne fonctionne du lundi au samedi de 4h50 à 18h25 et les dimanches et jours fériés de 5h20 à 17h00. - Nombre de départs : 6 départs par jour du lundi au samedi et 6 départs par jour les dimanches et jours fériés. - Particularités : - Date de dernière mise à jour : 28 novembre 2022. |                                                              |                                                              |                                                              |                                                              |                                                              |                                                              |                                                              | |
| S1    | Dernière actualisation : — |                                                              |                                                              |                                                              |                                                              |                                                              |                                                              |                                                              | |
| S2    | Saint-Benoît — Gare ⥋ Saint-Pierre — Gare via Les Plaines | Saint-Benoît — Gare ⥋ Saint-Pierre — Gare via Les Plaines    | Saint-Benoît — Gare ⥋ Saint-Pierre — Gare via Les Plaines    | Saint-Benoît — Gare ⥋ Saint-Pierre — Gare via Les Plaines    | Saint-Benoît — Gare ⥋ Saint-Pierre — Gare via Les Plaines    | Saint-Benoît — Gare ⥋ Saint-Pierre — Gare via Les Plaines    | Saint-Benoît — Gare ⥋ Saint-Pierre — Gare via Les Plaines    | Saint-Benoît — Gare ⥋ Saint-Pierre — Gare via Les Plaines    | Saint-Benoît — Gare ⥋ Saint-Pierre — Gare via Les Plaines                                                               |
| S2    | Ouverture / Fermeture — / — | Longueur 61 km                                               | Durée 110 min                                                | Nb. d’arrêts 20                                              | Matériel Iveco Crossway LE 12m                               | Jours de fonctionnement L, Ma, Me, J, V, S, D                | Jour / Soir / Nuit / Fêtes O / N / N / O                     | Voy. / an —                                                  | Exploitant Charles Express / STOI / Emile Moutoussamy                                                                   |
| S2    | Desserte : - Villes et lieux desservis : Saint-Benoît, La Plaine-des-Palmistes, Plaine des Cafres, Le Tampon, Saint-Pierre. - Gares desservies : Gare de Saint-Benoît, Gare de Saint-Pierre. |                                                              |                                                              |                                                              |                                                              |                                                              |                                                              |                                                              | |
| S2    | Autre : - Arrêts non accessibles aux UFR : — - Amplitudes horaires : La ligne fonctionne du lundi au samedi de 5h30 à 18h00 et les dimanches et jours fériés de 7h00 à 19h20. - Nombre de départs : 6 départs par jour du lundi au samedi, 9 trajets de la Gare de Saint Pierre à l'Université du Tampon et 5 départs par jour les dimanches et jours fériés. - Particularités : Du lundi au samedi, 9 courses par jour relient l'Université du Tampon à la Gare de Saint-Pierre. - Date de dernière mise à jour : 28 novembre 2022.                            |                                                              |                                                              |                                                              |                                                              |                                                              |                                                              |                                                              | |
| S2    | Dernière actualisation : — |                                                              |                                                              |                                                              |                                                              |                                                              |                                                              |                                                              | |
| S3    | Saint-Joseph — Gare ⥋ Saint-Paul — Gare via Le Littoral | Saint-Joseph — Gare ⥋ Saint-Paul — Gare via Le Littoral      | Saint-Joseph — Gare ⥋ Saint-Paul — Gare via Le Littoral      | Saint-Joseph — Gare ⥋ Saint-Paul — Gare via Le Littoral      | Saint-Joseph — Gare ⥋ Saint-Paul — Gare via Le Littoral      | Saint-Joseph — Gare ⥋ Saint-Paul — Gare via Le Littoral      | Saint-Joseph — Gare ⥋ Saint-Paul — Gare via Le Littoral      | Saint-Joseph — Gare ⥋ Saint-Paul — Gare via Le Littoral      | Saint-Joseph — Gare ⥋ Saint-Paul — Gare via Le Littoral                                                                 |
| S3    | Ouverture / Fermeture — / — | Longueur 79 km                                               | Durée 120 min                                                | Nb. d’arrêts 20                                              | Matériel Iveco Crossway LE 13mMercedes-Benz Intouro          | Jours de fonctionnement L, Ma, Me, J, V, S, D                | Jour / Soir / Nuit / Fêtes O / N / N / O                     | Voy. / an —                                                  | Exploitant Charles Express / SETCOR (Transport Mooland) / Balaya                                                        |
| S3    | Desserte : - Villes et lieux desservis : Saint-Joseph, Petite-Île, Saint-Pierre, Saint-Louis, Etang Salé, Saint-Leu, Saint-Gilles, Saint-Paul. - Gares desservies : Gare de Saint-Joseph, Gare de Saint-Pierre, Gare de Saint-Louis, Gare de Saint-Paul. |                                                              |                                                              |                                                              |                                                              |                                                              |                                                              |                                                              | |
| S3    | Autre : - Arrêts non accessibles aux UFR : — - Amplitudes horaires : La ligne fonctionne du lundi au samedi de 4h25 à 18h40 et les dimanches et jours fériés de 5h30 à 19h30. - Nombre de départs : 9 départs par jour du lundi au samedi, et 8 départs par jour les dimanches et jours fériés. - Particularités : L'arrêt "Roches Noires" n'est pas desservi en direction de la Gare de Saint-Joseph. Du lundi au samedi, trois courses par jour relient la Gare de Saint-Joseph à la Gare de Saint-Pierre. - Date de dernière mise à jour : 28 novembre 2022. |                                                              |                                                              |                                                              |                                                              |                                                              |                                                              |                                                              | |
| S3    | Dernière actualisation : — |                                                              |                                                              |                                                              |                                                              |                                                              |                                                              |                                                              | |
| S4    | Saint-Pierre — Gare ⥋ Saint-Paul — Gare via Les Hauts | Saint-Pierre — Gare ⥋ Saint-Paul — Gare via Les Hauts        | Saint-Pierre — Gare ⥋ Saint-Paul — Gare via Les Hauts        | Saint-Pierre — Gare ⥋ Saint-Paul — Gare via Les Hauts        | Saint-Pierre — Gare ⥋ Saint-Paul — Gare via Les Hauts        | Saint-Pierre — Gare ⥋ Saint-Paul — Gare via Les Hauts        | Saint-Pierre — Gare ⥋ Saint-Paul — Gare via Les Hauts        | Saint-Pierre — Gare ⥋ Saint-Paul — Gare via Les Hauts        | Saint-Pierre — Gare ⥋ Saint-Paul — Gare via Les Hauts                                                                   |
| S4    | Ouverture / Fermeture — / — | Longueur 64 km                                               | Durée 90/120 min                                             | Nb. d’arrêts 35                                              | Matériel Iveco Crossway LE 12mMercedes-Benz Intouro          | Jours de fonctionnement L, Ma, Me, J, V, S, D                | Jour / Soir / Nuit / Fêtes O / N / N / O                     | Voy. / an —                                                  | Exploitant Charles Express / SETCOR (Transport Mooland) / Emile Moutoussamy Balaya / Moutoussamy & Fils / L'Oiseau Bleu |
| S4    | Desserte : - Villes et lieux desservis : Saint-Pierre, Saint-Louis, Etang Salé, Les Avirons, Saint-Leu, La Saline, Saint-Gilles, Saint-Paul. - Gares desservies : Gare de Saint-Pierre, Gare de Saint-Louis, Gare des Avirons, Gare de Saint-Paul. |                                                              |                                                              |                                                              |                                                              |                                                              |                                                              |                                                              | |
| S4    | Autre : - Arrêts non accessibles aux UFR : — - Amplitudes horaires : La ligne fonctionne du lundi au samedi de 4h10 à 19h30 et les dimanches et jours fériés de 5h10 à 19h20. - Nombre de départs : 22 départs par jour du lundi au samedi et 8 départs par jour les dimanches et jours fériés. - Particularités : Les arréts "Hôpital G. Martin" et "Roches Noires" ne sont pas desservis en direction de la gare de Saint-Pierre. - Date de dernière mise à jour : 28 novembre 2022.                                                                          |                                                              |                                                              |                                                              |                                                              |                                                              |                                                              |                                                              | |
| S4    | Dernière actualisation : — |                                                              |                                                              |                                                              |                                                              |                                                              |                                                              |                                                              | |
| S5    | Saint-Pierre — Gare ⥋ Entre-Deux — Office de Tourisme | Saint-Pierre — Gare ⥋ Entre-Deux — Office de Tourisme        | Saint-Pierre — Gare ⥋ Entre-Deux — Office de Tourisme        | Saint-Pierre — Gare ⥋ Entre-Deux — Office de Tourisme        | Saint-Pierre — Gare ⥋ Entre-Deux — Office de Tourisme        | Saint-Pierre — Gare ⥋ Entre-Deux — Office de Tourisme        | Saint-Pierre — Gare ⥋ Entre-Deux — Office de Tourisme        | Saint-Pierre — Gare ⥋ Entre-Deux — Office de Tourisme        | Saint-Pierre — Gare ⥋ Entre-Deux — Office de Tourisme                                                                   |
| S5    | Ouverture / Fermeture — / — | Longueur 25 km                                               | Durée 30/40 min                                              | Nb. d’arrêts 8                                               | Matériel Iveco Crossway LE 10.8m                             | Jours de fonctionnement L, Ma, Me, J, V, S                   | Jour / Soir / Nuit / Fêtes O / N / N / O                     | Voy. / an —                                                  | Exploitant Balaya |
| S5    | Desserte : - Villes et lieux desservis : Saint-Pierre, Saint-Louis, Entre-Deux. - Gares desservies : Gare de Saint-Pierre, Gare de Saint-Louis, Gare routière de l'Entre-Deux. |                                                              |                                                              |                                                              |                                                              |                                                              |                                                              |                                                              | |
| S5    | Autre : - Arrêts non accessibles aux UFR : — - Amplitudes horaires : La ligne fonctionne du lundi au samedi de 5h55 à 17h50. - Nombre de départs : 5 départs par jour du lundi au samedi. - Particularités : Du lundi au samedi, une course par jour relie uniquement l'Office de Tourisme à la gare de Saint-Louis. - Date de dernière mise à jour : 28 novembre 2022. |                                                              |                                                              |                                                              |                                                              |                                                              |                                                              |                                                              | |
| S5    | Dernière actualisation : — |                                                              |                                                              |                                                              |                                                              |                                                              |                                                              |                                                              | |
| S6    | Saint-Joseph — Gare ⥋ Le Tampon — Gare | Saint-Joseph — Gare ⥋ Le Tampon — Gare                       | Saint-Joseph — Gare ⥋ Le Tampon — Gare                       | Saint-Joseph — Gare ⥋ Le Tampon — Gare                       | Saint-Joseph — Gare ⥋ Le Tampon — Gare                       | Saint-Joseph — Gare ⥋ Le Tampon — Gare                       | Saint-Joseph — Gare ⥋ Le Tampon — Gare                       | Saint-Joseph — Gare ⥋ Le Tampon — Gare                       | Saint-Joseph — Gare ⥋ Le Tampon — Gare                                                                                  |
| S6    | Ouverture / Fermeture — / — | Longueur 29 km                                               | Durée 50/60 min                                              | Nb. d’arrêts 10                                              | Matériel Isuzu Visigo                                        | Jours de fonctionnement L, Ma, Me, J, V, S                   | Jour / Soir / Nuit / Fêtes O / N / N / N                     | Voy. / an —                                                  | Exploitant Charles Express                                                                                              |
| S6    | Desserte : - Villes et lieux desservis : Saint-Joseph, Petite-Île, Saint-Pierre, Le Tampon. - Gares desservies : Gare de Saint-Joseph, Gare de Saint-Pierre. |                                                              |                                                              |                                                              |                                                              |                                                              |                                                              |                                                              | |
| S6    | Autre : - Arrêts non accessibles aux UFR : — - Amplitudes horaires : La ligne fonctionne du lundi au samedi de 5h55 à 18h15. - Nombre de départs : 2 départs par jour du lundi au samedi. - Particularités : - Date de dernière mise à jour : 28 novembre 2022. |                                                              |                                                              |                                                              |                                                              |                                                              |                                                              |                                                              | |
| S6    | Dernière actualisation : — |                                                              |                                                              |                                                              |                                                              |                                                              |                                                              |                                                              | |

### Lignes spéciales
| Ligne | Caractéristiques | Caractéristiques                                                                                    | Caractéristiques                                                                                    | Caractéristiques                                                                                    | Caractéristiques                                                                                    | Caractéristiques                                                                                    | Caractéristiques                                                                                    | Caractéristiques                                                                                    | Caractéristiques |
| T     | Saint-Pierre — Gare ⥋ Sainte-Marie — Aéroport Roland Garros via Aéroport de Pierrefonds et Littoral | Saint-Pierre — Gare ⥋ Sainte-Marie — Aéroport Roland Garros via Aéroport de Pierrefonds et Littoral | Saint-Pierre — Gare ⥋ Sainte-Marie — Aéroport Roland Garros via Aéroport de Pierrefonds et Littoral | Saint-Pierre — Gare ⥋ Sainte-Marie — Aéroport Roland Garros via Aéroport de Pierrefonds et Littoral | Saint-Pierre — Gare ⥋ Sainte-Marie — Aéroport Roland Garros via Aéroport de Pierrefonds et Littoral | Saint-Pierre — Gare ⥋ Sainte-Marie — Aéroport Roland Garros via Aéroport de Pierrefonds et Littoral | Saint-Pierre — Gare ⥋ Sainte-Marie — Aéroport Roland Garros via Aéroport de Pierrefonds et Littoral | Saint-Pierre — Gare ⥋ Sainte-Marie — Aéroport Roland Garros via Aéroport de Pierrefonds et Littoral | Saint-Pierre — Gare ⥋ Sainte-Marie — Aéroport Roland Garros via Aéroport de Pierrefonds et Littoral                                       |
| ----- | --- | --------------------------------------------------------------------------------------------------- | --------------------------------------------------------------------------------------------------- | --------------------------------------------------------------------------------------------------- | --------------------------------------------------------------------------------------------------- | --------------------------------------------------------------------------------------------------- | --------------------------------------------------------------------------------------------------- | --------------------------------------------------------------------------------------------------- | --- |
| T     | Ouverture / Fermeture — / — | Longueur 96 km                                                                                      | Durée 120/150 min                                                                                   | Nb. d’arrêts 18                                                                                     | Matériel Crossway LE 10.8Isuzu Visigo                                                               | Jours de fonctionnement L, Ma, Me, J, V, S, D                                                       | Jour / Soir / Nuit / Fêtes O / N / N / O                                                            | Voy. / an —                                                                                         | Exploitant AH-Niave / SETCOR (Transport Mooland) / L'Oiseau Bleu / STOI Emile Moutoussamy / Moutoussamy & Fils / Charles Express / Balaya |
| T     | Desserte : - Villes et lieux desservis : Saint-Pierre, Saint-Louis, L'Étang-Salé, Saint-Leu, Les Trois-Bassins, Saint-Gilles, Saint-Paul, Le Port, La Possession, Saint-Denis, Sainte-Marie. - Gares desservies : Gare de Saint-Pierre, Gare de Saint-Louis, Gare de Saint-Paul, Gare de Saint-Denis. | | | | | | | | |
| T     | Autre : - Arrêts non accessibles aux UFR : — - Amplitudes horaires : La ligne fonctionne du lundi au samedi de 5h00 à 19h45 et les dimanches et jours fériés de 7h25 à 18h30. - Nombre de départs : 7 départs par jour du lundi au samedi et 6 départs par jour les dimanches et jours fériés. - Particularités : L'arrêt "Roches Noires" n'est pas desservi en direction de la gare de Saint Pierre. - Date de dernière mise à jour : 28 novembre 2022. | | | | | | | | |
| T     | Dernière actualisation : — | | | | | | | | |
| ZO    | Saint-Pierre — Gare ⥋ Sainte-Marie — Aéroport Roland Garros via Route des Tamarins | Saint-Pierre — Gare ⥋ Sainte-Marie — Aéroport Roland Garros via Route des Tamarins                  | Saint-Pierre — Gare ⥋ Sainte-Marie — Aéroport Roland Garros via Route des Tamarins                  | Saint-Pierre — Gare ⥋ Sainte-Marie — Aéroport Roland Garros via Route des Tamarins                  | Saint-Pierre — Gare ⥋ Sainte-Marie — Aéroport Roland Garros via Route des Tamarins                  | Saint-Pierre — Gare ⥋ Sainte-Marie — Aéroport Roland Garros via Route des Tamarins                  | Saint-Pierre — Gare ⥋ Sainte-Marie — Aéroport Roland Garros via Route des Tamarins                  | Saint-Pierre — Gare ⥋ Sainte-Marie — Aéroport Roland Garros via Route des Tamarins                  | Saint-Pierre — Gare ⥋ Sainte-Marie — Aéroport Roland Garros via Route des Tamarins                                                        |
| ZO    | Ouverture / Fermeture — / — | Longueur 90 km                                                                                      | Durée 90/120 min                                                                                    | Nb. d’arrêts 6                                                                                      | Matériel Crossway LE 10.8Isuzu Visigo                                                               | Jours de fonctionnement L, Ma, Me, J, V, S                                                          | Jour / Soir / Nuit / Fêtes O / N / N / N                                                            | Voy. / an —                                                                                         | Exploitant AH-Niave / SETCOR (Transport Mooland) / L'Oiseau Bleu / STOI Emile Moutoussamy / Moutoussamy & Fils / Charles Express / Balaya |
| ZO    | Desserte : - Villes et lieux desservis : Saint-Pierre, Saint-Denis, Sainte-Marie. - Gares desservies : Gare de Saint-Pierre, Gare de Saint-Denis | | | | | | | | |
| ZO    | Autre : - Arrêts non accessibles aux UFR : — - Amplitudes horaires : La ligne fonctionne du lundi au samedi de 5h45 à 18h45. - Nombre de départs : 7 départs par jour du lundi au samedi. - Particularités : — - Date de dernière mise à jour : 28 novembre 2022. | | | | | | | | |
| ZO    | Dernière actualisation : — | | | | | | | | |

## Mode de gestion
Le réseau Car Jaune est géré dans le cadre d'une Délégation de Service Public d'une durée de 10 ans, signée entre La Région Réunion et le groupement momentané d'entreprises (GME) CAP'RUN le 4 juillet 2014 (ref : https://www.carjaune.re/fr/acteurs/35).
Ce groupement est composé :
- du GIE Activ (mandataire), rassemblant 10 entreprises locales, chargé de l'exploitation du réseau ;
- de la société Transdev Services Réunion (TSR), chargée de la gestion du réseau.

## Modes d'achat des titres de transport
- en ligne sur www.carjaune.re
- à bord (espèces et CB sans contact)
- en Gare Routière
- auprès des dépositaires

## Tarifications

### Tickets
- Le titre de transport unitaire est à 2€ et 1€ pour les moins de 12 ans
- Le carnet de 5 tickets coûte 8€
- Le Pass Journée coûte 6€
- Le Pass Famille coûte 10€

### Tickets z'éclair
- Ticket unitaire 5€ et 2,50€ pour les moins de 12 ans au sol(gare/point vente) et 10€ et 5€ pour les moins de 12 ans à bord
- Le carnet de 5 tickets coûte 20€
- Le Pass Journée coûte 15€

### Abonnements
- "Abonnement Tout Public" : 15 € par semaine, 38 € par mois, 100 € par trimestre
- "Abonnement moins de 26 ans" : 15 € par mois, 30 € par trimestre, 70 € par an
- "Abonnement demandeurs d'emploi trimestriel" : gratuit
- "Senior, handicap, ancien combattant" : gratuit
- "Abonnement z'éclair" : 38 € par semaine, 150 € par mois, 360 € par trimestre, 1300 € par an
- "Réuni'Pass Étudiants" (valable aussi sur Citalis, Kar'Ouest, Alternéo, Car'Sud, Estival) : gratuit
- "Réuni'Pass Tout Public (valable aussi sur Citalis, Kar'Ouest, Alternéo, Car'Sud, Estival) : 60 € par mois, 140 € par trimestre, 520 € par an[3]